# Narodni park Westland Tai Poutini
Narodni park Westland Tai Poutini je narodni park na zahodni obali Južnega otoka Nove Zelandije. Ustanovljen je bil leta 1960 kot narodni park Westland v počastitev stote obletnice evropske naselitve okrožja Westland in pokriva 1320 kvadratnih kilometrov pretežno gorskega terena in gozdov. Park meji na narodni park Aoraki / Mount Cook vzdolž glavne razvodnice Južnih Alp / Kā Tiritiri o te Moana in vključuje številne ledenike zahodne obale, med katerimi sta predvsem ledenik Fox / Te Moeka o Tuawe o Tuawe in ledenik Franz Josef / Kā Roimata o Hine Hukatere.
Majhni turistični mesti Fox Glacier in Franz Josef / Waiau sta glavni naselji v parku, medtem ko je ob obali mogoče najti ostanke starih rudarskih mest zlatokopov. Park ponuja možnosti za lov na jelene, gamse in tara, medtem ko helikopterji lovcem omogočajo dostop do razgibanih, goratih območij. Priljubljena pot Copland Track poteka gorvodno od mostu čez reko Karangarua. Poleg gorske pokrajine, ki je vidna s poti, so v koči Welcome Flat Hut topli vrelci.
Park se je od ustanovitve postopoma širil, predvsem z vključevanjem bližnjih gozdnih rezervatov ali drugih ohranitvenih zemljišč. Državna gozdova Ōkārito in Waikukupa sta bila dodana parku leta 1982, leta 1983 je sledil zgornji del doline Karangarua, leta 2002 državni gozd Severni Ōkārito in Saltwater ter leta 2010 več kot 4400 hektarjev drugih zemljišč, raztresenih po parku.

## Geografija
Narodni park Westland Tai Poutini obsega 1320 kvadratnih kilometrov izključno na zahodni strani glavne razvodnice Južnega otoka, zaradi česar je peti največji narodni park na Novi Zelandiji. Park pokriva veliko različnih okolij, od visoke alpske tundre blizu meje parka z narodnim parkom Aoraki / Mount Cook do obalnih mokrišč okoli lagune Ōkārito. To prispeva k velikim razlikam v nadmorski višini znotraj parka, ki se razteza od morske gladine do 3498 metrov na Mount Tasman.
Gore so odgovorne tudi za visoko stopnjo orografskih padavin, ki se pojavljajo v parku zaradi prevladujočih zahodnih vetrov, kar prispeva k gostemu zmernemu deževnemu gozdu, ki ga najdemo po celotnem parku.